# HSV Supporters Club
Der HSV Supporters Club (HSV SC) ist eine Fanorganisation des Hamburger SV; Mitglieder der Supporters sind gleichzeitig auch Mitglieder des HSV. Seit 1993 versucht der Supporters Club, das Vereinsleben innerhalb des HSV mitzugestalten und die Vereinspolitik im Sinne der Zuschauer und Fans zu beeinflussen. Aus den ehrenamtlichen Anfängen heraus hat sich der Club zu einer Organisation mit rund 100.000 Mitgliedern (Stand: 1. April 2024) in ganz Europa entwickelt. Der Supporters Club ist in verschiedenen Gremien aktiv und arbeitet eng mit anderen Fanorganisationen, Vereinen, Institutionen und Behörden zusammen. In fast allen größeren Städten und Regionen in Deutschland stehen Ansprechpartner zur Verfügung.

## Geschichte
Der HSV Supporters Club wurde am 28. März 1993 von 36 HSV-Mitgliedern als eigenständige HSV-Abteilung offiziell gegründet. Grundziel war, das Vereinsleben innerhalb des Hamburger Sport-Vereins e.V. aktiv mitzugestalten und im Sinne der Fans und Mitglieder Einfluss auf die Vereinspolitik zu nehmen; der Fokus liegt auf der Unterstützung der Fußball-Bundesligamannschaft. Durch das Organisieren von Veranstaltungen und gemeinsamen Auswärtsfahrten sollte der Zusammenhalt innerhalb der HSV-Fanszene verbessert werden. Aber auch die Unterstützung des Gesamtvereins wird gefördert, beispielsweise durch Ausrüstung der Mannschaft durch den SC. Mit mittlerweile 100.000 Mitgliedern (Stand: 1. April 2024) ist der SC die größte Abteilung des HSV, der aktuell 110.000 Mitglieder (Stand: 1. April 2024) in seinen Reihen zählt.

## Aufbau der Abteilung
Geleitet wird der SC von einer fünfköpfigen ehrenamtlichen Abteilungsleitung. Im Alltagsgeschäft wird sie von hauptamtlichen Mitarbeitenden unterstützt. Außerdem kann der Supporters Club auf mehrere Hundert ehrenamtliche Helfer zurückgreifen. In fast allen größeren Städten und Regionen Deutschlands stehen Ansprechpartner zur Verfügung. Die Mitgliedschaft im SC ist nur möglich durch eine Mitgliedschaft im Hamburger Sport-Verein e.V. Der SC gehört der Abteilung Fördernde Mitglieder an und als Vollmitglied des HSV, mit allen Rechten und Pflichten, wird neben der Arbeit des SC auch der Gesamtverein unterstützt. Dies geschieht nicht nur in ideeller Weise, sondern auch finanziell, da die Mitgliedsbeiträge zwischen SC und Gesamtverein geteilt werden. Das bedeutet, dass ein Teil in der Verwaltung des Gesamtvereins liegt und der andere Teil der Abteilung zur Verfügung steht. Die Abteilungsbeiträge werden zur Unterstützung vereinsinterner Projekte, wie beispielsweise die „supporters news“, und für Veranstaltungen verwendet. Von ihnen werden auch die Mitarbeiter des SC bezahlt. Mit dem Vorstand sowie den diversen Gremien des HSV findet ein regelmäßiger Austausch statt. Heute fallen keine fanrelevanten Entscheidungen mehr, ohne dass vorher Gespräche mit Vertretern vom SC stattgefunden haben.

## Projekte und Tätigkeitsfelder
Erfolge des Supporters Clubs sind u. a. der Erhalt der Stehplätze nach dem Stadionneubau und die einheitliche Bestuhlung des Stadions nach britischem Vorbild. Im Bereich Dauerkartenpreise finden vor jeder Saison Gespräche zwischen Vorstand und Abteilungsleitung statt. Der SC hat für Vereinsmitglieder einen Sonderpreis beim Kauf von Dauerkarten und ein Vorkaufsrecht auf Pflichtspiele der Bundesligamannschaft erreicht. In der Nordtribüne wurden günstige Sitzplatz-Dauerkartenplätze geschaffen.

### Museum
Als erster Verein der Fußball-Bundesliga hat der HSV ein eigenes Museum bekommen. An der Realisierung war der SC maßgeblich beteiligt und ist auch heute noch der größte Förderer dieser Institution. Einer der Gründer des Supporters Clubs ist heute Leiter des HSV-Museums.

### Amateursport
Neben der finanziellen Unterstützung diverser Amateurabteilungen wurde bis zur Saison 2008/09 auch die zweite Fußballmannschaft unterstützt. Bis die DFL die Vorschriften änderte, hat der SC z. B. den Ordnungsdienst gestellt. Im Winter 2022 haben HSV-Fans das vom SC mit-organisierte Winterprogramm erstmals veranstaltet, um ein Zeichen gegen die Fußball-WM 2022 in Katar zu setzen, und um die verschiedenen Sportangebote im HSV zu unterstützen. HSV-Fans besuchten die Spiele der Eishockeymannschaft, des Rollstuhlbasketballteams, der HSV-Futsaler, der HSV-Frauen oder vom HSV III. Auch 2023 fand ein Winterprogramm statt, wo HSV-Mitglieder über 10.000 € Spenden für das Straßenmagazin „Hinz & Kunzt“ und für den Hamburger Tierschutzverein sammelten und mit der eigenen Blutspendenkampagne „Rauten retten Leben“ auf das Thema Blutspenden aufmerksam machten.

### Auswärtsfahrten
Das Organisieren von gemeinsamen Auswärtsfahrten stellte einen großen Teil der Arbeit des Supporters Clubs dar. Vor der Gründung des SC wurden die Fahrten zu den Spielen des HSV meist von kommerziellen Unternehmen oder Privatpersonen organisiert. Seit 1993 gibt es nun offizielle, vom Verein organisierte Fahrten. Über 100 durchgeführte Sonderzüge stellen einen Bundesligarekord dar, u. a. mit dem HSV-Express, einem vereinseigenen Sonderzug. Da die Kosten in den letzten Jahren drastisch gestiegen sind, wurde der Zug schließlich nur noch gelegentlich eingesetzt. Auch die ungünstige und teilweise sehr kurzfristige Spieltagsansetzung trägt zu der Reduzierung der Fahrten bei. Neben der Fahrtorganisation kümmerte sich der SC auch um das Auswärtsticketing. Für die „Allesfahrer“ wurde zu der Saison 2006/07 die Auswärtsdauerkarte eingeführt, so dass kein Spiel mehr verpasst wird.
Seit Beginn der Saison 2018/19 werden die Eintrittskarten für Auswärtsspiele durch den HSV direkt verkauft. Zu einigen Heim- und Auswärtsspielen organisiert der Verein dabei Reisen teils mit Hotelübernachtung unter dem Namen HSV-Reisen. Reine Busfahrten oder Bahnreisen zu den Auswärtsspielen werden vom SC organisiert und über hsv.de vertrieben.

### Supporters News
Mit dem Fanmagazin „supporters news“ hat der Supporters Club ein eigenes Sprachorgan, welches derzeit zwei Mal pro Jahr erscheint. Hier arbeiten viele ehrenamtliche Redakteure mit, die sich mit allen Themen rund um das Fandasein, aber auch den HSV allgemein auseinanderzusetzen. Jedes SC-Mitglied erhält das Magazin automatisch zugestellt und kann sich auch jederzeit selbst mit einem Artikel einbringen.

### Merchandising
Bereits in den Anfangszeiten des SC wurden eigene Textilien mit dem SC-Logo veredelt, um sich öffentlich zu seiner Mitgliedschaft zu bekennen. Ab 1994 gab es die ersten Artikel, die exklusiv an Mitglieder vertrieben wurden. Neben Textilien wie Schals, Jacken, Polo-Shirts uvm., werden auch die klassischen Fanartikel wie Schlüsselbänder, Aufkleber, Pins und Wimpel angeboten. Seit März 2024 ist das SC-Merchandising über den offiziellen HSV-Shop erhältlich, zuvor gab es mehrere Jahre einen eigenen Onlineshop.

### 30 Jahre SC
Der 30. Geburtstag des Supporters Clubs wurde 2023 mit mehreren Aktionen gefeiert. So wurde eine eigene Dokumentation veröffentlicht, die die Mitgliederorganisation porträtiert. Außerdem hat der Verein Jubiläumstrikot entworfen, das die Mannschaft in der 2. Bundesliga beim Auswärtsspiel in Düsseldorf trug. Die Fanszene präsentierte an diesem Tag eine große Choreografie, die dem SC-Balkenschal nachempfunden war. Auch wurde der 30. Geburtstag mit einer großen Party im Edelfettwerk in Hamburg-Eidelstedt gefeiert. Über 1.000 Gäste sahen ein Konzert der HSV-Kultband „Abschlach!“.

## Repräsentanzen
Die Supporters-Botschaft ist ein in den HSV-Farben gestrichener Bus im SC-Design. Dieser Bus steht bei allen Heimspielen des HSV hinter der Westtribüne des Volksparkstadions und steht dann und auch bei vielen anderen Veranstaltungen der HSV-Fangemeinde als Anlaufstelle zur Verfügung. Man kann hier SC-Merchandising erwerben und findet Antworten auf Fragen.
In der Ebene 3 der Nordtribüne befindet sich der SC-Stand, der an Heimspieltagen geöffnet ist. Hier kann man neben SC Merchandising auch alle aktuellen Fahrten und Karten buchen.
Lotsen sind die Nachfolgerinnen und Nachfolger der Regionalbetreuer und Regionalbetreuerinnen und Botschafter und Botschafterinnen und dienen als Ansprechpartner und Ansprechpartnerinnen in der jeweiligen Region. Sie sind ehrenamtlich tätig und organisieren zum Teil eigene Fahrten zu Heim- und Auswärtsspielen. Sie sind Ansprechpartner für alle Arten von Informationen rund um den HSV. Die Lotsen werden vom SC und von der HSV-Fankultur organisiert.
Die Young Ones sind eine offene Jugendgruppe mit speziellen Angeboten für HSV-Fans zwischen 14 und 18 Jahren.